# Harold Abrahams
Harold Maurice Abrahams (/ˈeibrəhæmz/) (Bedford, 15 dicembre 1899 – Enfield, 14 gennaio 1978) è stato un velocista, lunghista, giornalista, dirigente sportivo e saggista britannico di origine ebraica, campione olimpico dei 100 metri piani ai Giochi di Parigi 1924.
Primo atleta europeo a vincere il titolo olimpico nei 100 metri piani maschili, la sua impresa è narrata nel film Momenti di gloria del 1981.

## Biografia

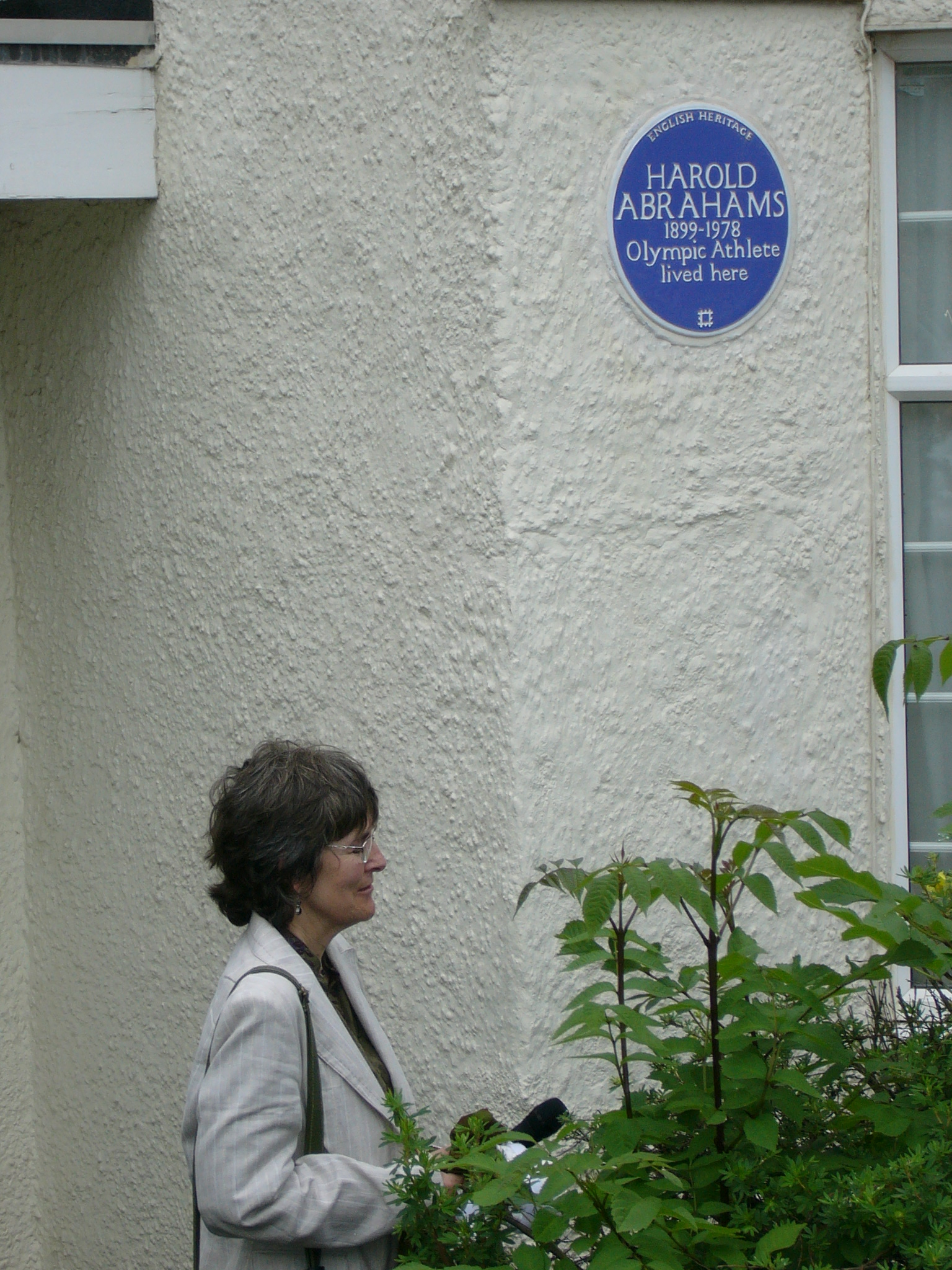
Targa commemorativa di Harold Abrahams.

Harold Abrahams era il fratello minore di un altro atleta britannico, Sir Sidney Abrahams, che gareggiò alle Olimpiadi nel salto in lungo. Fu educato alla Repton School e successivamente al Gonville and Caius College, nell'Università di Cambridge, Facoltà di Legge. Fin dalla sua giovinezza si era distinto come velocista e saltatore in lungo, e continuò a gareggiare mentre studiava a Cambridge.
Si guadagnò un posto nella squadra britannica per le Olimpiadi del 1920. Tuttavia questi giochi non furono un successo per Abrahams che fu eliminato nei quarti di finale sia nei 100 m sia nei 200 m e giunse ventesimo nel salto in lungo. Come membro della squadra di staffetta ottenne il quarto posto nella 4 × 100 m.
Dopo aver dominato gli eventi nazionali di sprint e salto in lungo, Abrahams fu un outsider per le medaglie ai Giochi olimpici di Parigi del 1924. Vinse i 100 m, battendo tutti i favoriti americani (incluso il vincitore della medaglia d'oro nel 1920 Charles Paddock). Nella gara dei 200 metri raggiunse la finale, nella quale si posizionò sesto e ultimo (anche Eric Liddell corse i 200 m e raggiunse il terzo posto). Come primo frazionista della staffetta 4 × 100 m, Abrahams vinse una seconda medaglia olimpica, d'argento, mentre non partecipò alle gare di salto in lungo.
Nel maggio del 1925, Abrahams si ruppe una gamba mentre faceva una gara di salto in lungo; questo infortunio obbligò Abrahams a porre termine alla sua carriera l'anno seguente. In seguito lavorò come giornalista di atletica per quarant'anni, commentando anche lo sport per la radio della BBC. Più tardi divenne presidente dell'Associazione Sportiva Ebraica.

## Palmarès
| Anno | Manifestazione  | Sede    | Evento         | Risultato        | Prestazione | Note            |
| ---- | --------------- | ------- | -------------- | ---------------- | ----------- | --------------- |
| 1920 | Giochi olimpici | Anversa | 100 m piani    | Quarti di finale |             |                 |
| 1920 | Giochi olimpici | Anversa | 200 m piani    | Quarti di finale |             |                 |
| 1920 | Giochi olimpici | Anversa | Salto in lungo | 20º              | 6,05 m      |                 |
| 1920 | Giochi olimpici | Anversa | 4×100 m        | 4º               | 43"0        |                 |
| 1924 | Giochi olimpici | Parigi  | 100 metri      | Oro              | 10"6        | Record olimpico |
| 1924 | Giochi olimpici | Parigi  | 200 m piani    | 6º               | 22"3        |                 |
| 1924 | Giochi olimpici | Parigi  | 4×100 m        | Argento          | 41"2        |                 |